# 5 de gener
El 5 de gener és el cinquè dia de l'any del calendari gregorià. Queden 360 dies per finalitzar l'any i 361 en els anys de traspàs.

## Esdeveniments
Països Catalans
- 1895 - celebració de la primera Cavalcada de Reis a Catalunya. Es fa a Igualada.
- 1973 - Cerdanya: S'autoritza el funcionament del camp d'aviació de la Cerdanya com a aeròdrom privat.[1]
- 2004 - inici de les emissions de Ràdio Vilamajor a Sant Antoni de Vilamajor (Vallès Oriental).

Resta del món
- 951: a Lleó abdicava Ramir II de Lleó.
- 1463: a París, el poeta François Villon és enviat a l'exili.
- 1477: en la batalla de Nancy, mor Carles el Temerari, amb la qual cosa el Ducat i Comtat d'Artois, Borgonya, Flandes passa de Picardia a França.
- 1500: Ludovico Sforza reconqueria Milà i altres poblacions properes.
- 1527: és executat Félix Manz, líder de la congregació d'anabaptistes a Zúric.
- 1543: en el port de San Francisco de Campeche (Mèxic) va desembarcar el frare Bartolomé de las Casas, que es distingeix com a historiador i defensor dels habitants de la Nova Espanya.
- 1554: a Eindhoven (Holanda) passa un gran incendi.
- 1675: en la batalla de Colmar l'exèrcit francès derrota a l'exèrcit de Brandenburg.
- 1728: fundació de la Universitat de L'Havana (Cuba).
- 1757: Lluís XV de França sobreviu a un intent d'assassinat de Robert François Damiens, que va ser l'última persona executada a França amb la pena de mort tradicional utilitzat per Regicidi.
- 1759: als Estats Units, George Washington es casa amb Martha Dandridge Custis.
- 1781: la vila de Richmond (Virgínia) es va incendiar pel bombardeig de la Armada britànica dirigida per Benedict Arnold (en el marc de la Guerra de la Independència dels Estats Units)
- 1809 - Çanakkale (Turquia): el Regne Unit de la Gran Bretanya i Irlanda signa amb l'Imperi Otomà el Tractat dels Dardanels en que el segon restaura els privilegis al primer per comerciar en el seu territori i s'aprova l'ajuda mútua contra l'exèrcit napoleònic de la Primera República Francesa.
- 1813: les Corts de Cadis suprimeixen el Tribunal de la Inquisiciótant a Espanya com a Amèrica.
- 1822: s'annexionen espontàniament a Mèxic les províncies de Guatemala, Hondures i Nicaragua.
- 1839: combat de Buin, en la Guerra entre la Confederació Perú-Boliviana i l'Exèrcit Restaurador Xile-Perú.
- 1843: en Marked Tree (Arkansas, 35,5, -90,5)a les 2:45 succeeix un terratrèmol de magnitud 6,3 en l'escala sismològica de Richter.
- 1875: es va inaugurar l'edifici de l'òpera, dissenyada per Charles Garnier de París.
- 1892: creació a Nova York, del Partido Revolucionario Cubano, on són com a principal caps José Martí i Tomás Estrada Palma.
- 1895: a França, l'oficial Alfred Dreyfus és degradat i sentenciat a cadena perpètua a l'Illa del Diable.
- 1900: el líder irlandès John Redmond crida a la revolució contra l'imperi britànic.
- 1906: un terratrèmol destrueix la ciutat de Masaia a Nicaragua.
- 1909: Colòmbia reconeix la separació i independència de Panamà.
- 1914: als Estats Units, la Ford Motor Company anuncia l'horari d'horari laboral i el salari mínim de 5 dòlars de dòlars per a cada treballador.
- 1917: Islàndia obté de Dinamarca una limitada autonomia administrativa.
- 1919: a Alemanya es funda el Partit Nacional Socialista dels Treballadors Alemanys, que posteriorment es convertiria en el partit nazi.
- 1925: als Estats Units,Nellie Tayloe Ross es converteix en la primera dona que governa un estat.
- 1930: el govern soviètic anuncia la creació dels Kolkhoz (cooperatives agrícoles de producció).
- 1933: s'inicien les obres per a la construcció del pont Golden Gate a San Francisco.
- 1940: als Estats Units, la Comissió Federal de Comunicacions demostra per primera vegada la radiodifusióper FM.
- 1944: el diari britànic Daily Mail es converteix en el primer diari transoceànic,.
- 1945: la Unió Soviética reconeix al nou règim prosoviètic de Polònia.
- 1953: a París s'estrena Tot esperant Godot (obra del teatre de l'absurd de Samuel Beckett).
- 1955: es crea oficialment la Copa de Campions d'Europa.
- 1956: a Argentina es crea la Universitat Nacional del Sud.
- 1959: Alaska es converteix en el 49è estat dels Estats Units.
- 1961: a Las Tinajitas, prop del llogaret de Sant Ambròs, uns 45 km a l'oest de Trinidad (Cuba), integrants de la banda d'Osvaldo Ramírez García -en el marc dels atacs terroristes organitzats per la CIA nord-americana - torturen i assassinen a Conrado Benítez García (mestre voluntari de la Campanya Nacional d'Alfabetització) i el milicià Heliodoro Erineo Rodríguez Linares (pagès).[2]
- 1964: a Jerusalem, el papa Pau VI es troba amb el patriarca ortodox grec Athenagoras I. Es tracta de la primera trobada de catòlics i ortodoxos des 1439.
- 1968: Txecoslovàquia: hi comença la Primavera de Praga, un intent del país de separar-se de l'òrbita del Pacte de Varsòvia, que acaba el 20 d'agost amb una invasió de l'exèrcit soviètic i la deposició del govern.
- 1969: la Unió Soviética llança la sonda espacial Venera 5 cap a Venus, arribant a transmetre dades des de l'atmosfera del planeta.
- 1972: als Estats Units, el president Richard Nixon modifica el programa espacial nord-americana.
- 1972: en un pou a 120 metres sota terra, a l'àrea U3gu del Lloc de proves atòmiques de Nevada (a uns 100 km al nord-oest de la ciutat de Las Vegas), a les 7:10 (hora local) Estats Units detona la seva bomba atòmica Mescalero, de menys de 20 quilotones. És la bomba núm 753 de les 1132 que els Estats Units va detonar entre 1945 i 1992.
- 1975: el pont de Tasmània (Austràlia), es trenca pel pas d'un vaixell de càrrega al llac Illawarra, matant a dotze persones.
- 1976: a Cambodja, els Khmers rojos reanomenen la nació com a «República Democràtica de Camputxea».
- 1977: a Espanya se suprimeix el Tribunal d'Ordre Públic, es crea l'Audiència Nacional i es deroga el decret llei sobre el terrorisme.
- 1978: a Espanya s'aprova la pre-autonomia d'Euskadi (País Basc).
- 1979: a Buenos Aires (Argentina) es funda el Teatre Laboratori, delegació de l'investigador teatral polonès Jerzi Grotowski.
- 1984: Richard Stallman comença a desenvolupar el GNU.
- 1985: neixen en un hospital de París els primers trimigènits europeus concebuts per fecundació "in vitro".
- 1993: a les illes Shetland s'escampen als 84 700 litres de petroli del vaixell de càrrega Braer.
- 1996: membres del servei secret israelià assassinen a Yahya Ayyash, terrorista de Hamàs.
- 1997: els russos anuncien el seu replegament de Txetxènia.
- 2002: al Japó, científics anuncien la creació del primer ull artificial.
- 2003: a Tel-Aviv moren 23 persones en dues explosions provocades pel Jihad islàmica.
- 2005: a l'Observatori Palomar (Estats Units), els astrònoms Michael E. Brown, Chad Trujillo i David L. Rabinowitz descobreixen Eris, el planeta nan més llunyà del sistema solar.
- 2009: es realitza al Parc d'Atraccions Tibidabo, a Barcelona (Espanya), l'últim viatge a l'antiga muntanya russa, construïda en 1961 que, després del seu desmantellament, serà substituïda per la nova Muntanya Russa.
- 2016: a Caracas (Veneçuela), l'oposició pren l'Assemblea Nacional de Veneçuela.

## Naixements
Països Catalans
- 1649 - Valldemossa: Margalida Beneta Mas i Pujol -Aina Maria del Santíssim Sagrament-, lul·lista, mística i escriptora mallorquina (m. 1700).[3]
- 1713 - Jordi Joan i Santacília, científic valencià.[4]
- 1881 - Maella (Matarranya): Pau Gargallo i Catalán, escultor català (m. 1934).
- 1897 - Cervera: Maria Montull Rosell, primera odontòloga catalana (m. 1980).[5]
- 1931 - Barcelona: Juan Goytisolo i Gay, escriptor i periodista català en castellà (m. 2017).[6]
- 1934 - Figueres (Alt Empordà): Antoni Pitxot, pintor català (m. 2015).
- 1939 - València: Paco Muñoz, cantant valencià.
- 1940:
  - Simat de la Valldigna, La Safor: Maria del Carme Girau, cantant i compositora valenciana que va formar part de la Nova Cançó.
  - Barcelona: Ignasi Riera, polític i escriptor (m. 2025).[7]
- 1942 - Barcelonaː Terenci Moix, escriptor català.[8]
- 1943 - Ernest Maragall i Mira, polític català.
- 1958 - Jordi Botella Miró, escriptor alcoià.
- 1962 - Barcelona: Maria Rosa Sánchez Nieto, jugadora de basquetbol catalana.[9]
- 1968 - Barcelona: Laura Mañá, directora de cinema, actriu i guionista.
- 1971 - 
  - Washington DC: Carolina Punset Bannel, advocada i política valenciana vinculada al moviment ecologista, eurodiputada.[10]
  - Alacant: María Trinidad Amorós Fillol, tècnica educativa i política alacantina, ha estat diputada a les Corts Valencianes.[11]
- 1974, Barcelona: Mònica Aguilera i Viladomiu, esportista de curses de muntanya.[12]

Resta del món
- 1209: Ricard de Cornualla, rei dels romans(f. 1272).
- 1548: Francisco Suárez, teòleg espanyol (f. 1617).
- 1589: Esteban Manuel de Villegas, poeta i escriptor espanyol (f. 1669).
- 1592: Xa Jahan, emperador mogol de l'Índia, que va ordenar la construcció del Taj Mahal (f. 1666).
- 1668, Frankfurt: Johanna Helena Herolt, pintora alemanya especialitzada en flors, motius vegetals i insectes (m. 1730).[13]
- 1723: París: Nicole-Reine Lepaute, matemàtica i astrònoma francesa del segle xviii (m. 1788).[14]
- 1744: Xixón (Astúries): Gaspar Melchor de Jovellanos, polític i escriptor il·lustrat asturià (m. 1811).
- 1762: Constanze Mozart, muller de Mozart (f. 1842).
- 1779: Zebulon Pike, explorador dels Estats Units.[15] (1813)
- 1781: Gaspar Marcano Boadas, oficial de l'exèrcit veneçolà en la guerra de independència, advocat, polític, congressista i poeta (f. 1821).
- 1790:  Melchor Múzquiz, president mexicà (f. 1844).
- 1814: Melchor Ocampo, polític mexicà (f. 1861).
- 1818: Telesforo Montejo Robledo, polític espanyol (f. 1896).
- 1823: José María Iglesias Inzurruaga, polític mexicà (f. 1891).
- 1824: Emilio Mitre, militar argentí (f. 1893).
- 1834: William John Wills, topògraf i explorador britànic (f. 1861).
- 1838: Camille Jordan, matemàtic francès (f. 1922).
- 1839: Nicolás de Piérola, polític peruà (f. 1913).
- 1844: Manuel González Prada, escriptor peruà (f. 1918).
- 1846 - Rudolf Christoph Eucken, escriptor alemany (1926).
- 1855 - King Camp Gillette, inventor estatunidenc (1932).[16]
- 1865 - Julio Garavito Armero, astrònom colombià (1920).
- 1868 - Louny: Eduard Tregler, organista, compositor i mestre txec.
  - Cambrigde, Regne Unit: Alice Bache Gould, matemàtica, filantropa i historiadora estatunidenca (m. 1953).[17]
- 1870 - Lieja (Bèlgica): Eugénie-Emilie Juliette Folville, compositora, pianista, violinista i directora d'orquestra belga (m. 1946).[18]
- 1874 - San Francisco, Califòrnia (EUA): Joseph Erlanger, metge i bioquímic nord-americà, Premi Nobel de Medicina o Fisiologia de 1944 (m.1965).
- 1876 - Konrad Adenauer, polític alemany, canceller de la República Federal Alemanya (1967).
- 1880 - Nikolay Medtner, compositor rus (1951).[19]
- 1882 - Hackney, Londres: Dorothy Levitt, pilot d'automobilisme britànica, pionera en la conducció i la competició (m. 1922).[20]
- 1892 - Florència, o Prato: Francesca Bertini, actriu italiana del cinema mut (m. 1985).[21]
- 1893 - Paramahansa Yogananda, guru indi (1952).[22]
- 1900 - Yves Tanguy, pintor francès (1955).
- 1902 - 
  - Stella Gibbons, novel·lista anglesa (1989).[23]
  - Viveiro: Maruja Mallo, pintora surrealista gallega, considerada una musa de la generació del 27 (m. 1995).[24]
- 1904 - Jeane Dixon, astròleg dels Estats Units (1997).[25]
- 1905 - Portomaggiore, Ferrara: Mafalda Favero, soprano italiana (m. 1981).[26]
- 1909 - Stephen Kleene, matemàtic dels Estats Units (1994).[27]
- 1910 - John Edward Lovelock, atleta de Nova Zelanda (1949).
- 1911 - París, França: Jean-Pierre Aumont, actor francès.
- 1914 - George Reeves, actor americà (1959).[28]
- 1915 - Arthur H. Robinson, cartògraf canadenc (2004).[29]
- 1917 - Saint Joseph (Missouri), Estats Units: Jane Wyman, actriu i directora estatunidenca.
- 1919 - París (França): Jacques Laurent, escriptor francès, Premi Goncourt de l'any 1971 (m. 2000).
- 1920 - Arturo Benedetti Michelangeli, pianista italià (1995).
- 1921 - Friedrich Dürrenmatt, escriptor suís (1990).[30]
- 1928
  - Ali Bhutto, president del Pakistan (1979).[31]
  - Ceylon, Minnesota, EUA: Walter Mondale, 42è vicepresident estatunidenc (m. 2021).
- 1931 - Alfred Brendel, pianista austríac.
- 1932 - Alessandria, Piemont: Umberto Eco, semiòleg, filòsof i escriptor italià (m. 2016).[32]
- 1932 - Raisa Gorbatxova, muller de Mikhaïl Gorbatxov (1999).[33]
- 1938 - Joan Carles I d'Espanya, rei d'Espanya (1975-2014).
- 1942 - Maurizio Pollini, pianista italià.[34]
- 1946 - Diane Keaton, actriu dels Estats Units.
- 1952 - Leningrad, URSS: Ivan Dvorni, jugador de bàsquet de l'URSS.
- 1955 - Baranquilla: Adriana Ocampo, geòloga planetària colombiana i directora de Programa de Ciència de la NASA.
- 1968 - Madrid: Pilar Jurado, soprano espanyola, compositora i directora d'orquestra. Des de febrer de 2019 és presidenta de la SGAE.
- 1985 - Salamanca, Espanya: Jorge Alonso Martín, futbolista espanyol.

## Necrològiques
Països Catalans
- 1387 - Barcelona: Pere el Cerimoniós, monarca de la Corona d'Aragó (67 anys).
- 1924 - València: Faustí Barberà i Martí, metge, erudit i polític valencià (73 anys).
- 1934 - Barcelona: Sebastià Farnés i Badó, advocat, taquígraf, escriptor i folklorista català.
- 1937 - Manacor: son afusellades al cementiri de Son Coletes les Roges des Molinar.[35]
- 1938 - el Brull, Osona: Bartomeu Rosselló-Pòrcel, poeta i traductor mallorquí (n. 1913).[36]
- 1960 - Sant Celoni, Vallès Oriental: Quico Sabaté, militant anarquista i maqui, mort per la Guàrdia Civil (44 anys).
- 1970 - Cambridge, Anglaterra: Robert Gerhard i Ottenwaelder, compositor català (n. Valls, Alt Camp, 1896).
- 1981 - Sabadell: Dolors Miralles i Valls, pedagoga i promotora dels drets laborals de la dona.[37]
- 1982 - Barcelona: Carme Simó i Saco, mestra i pedagoga catalana (n. 1894).
- 1984 - L'Alguer: Verdina Pensè, pintora i joiera algueresa (n. 1913).[38]
- 1990 - Gijón: Lola Iturbe, destacada activista anarquista barcelonina (n. 1902).[39]
- 1998 - Barcelona: Irene Peypoch i Mani, museòloga catalana, crítica de teatre i escriptora (n. 1931).[40]
- 2001 - 
  - Barcelona: Anna Maria de Saavedra i Macià, poetessa catalana (n. 1905).[41]
  - El Vendrell: Josep Cañas i Cañas, escultor i dibuixant (n. 1905).[42]
- 2006 - Barcelona: Rosa Maria Kucharski i Gonzàlez, pianista, professora i musicòloga.[43]
- 2022 - Igualada: Antoni Dalmau i Ribalta, escriptor i polític català (n. 1951).[44]
- 2024 - Eivissa: Catalina Bufí Juan, música i docent eivissenca  impulsora del Conservatori (n. 1940).[45]

Resta del món
- 1517 - Bolonya (Itàlia): Francesco Francia, pintor i gravador bolonyès (n. 1450)
- 1589, Blois: Caterina de Mèdici, reina de França (n. 1519).[46]
- 1877 - Giuseppe Fanelli, sociòleg, arquitecte i enginyer anarquista italià que va promoure la constitució del nucli organitzador de la Secció Espanyola de l'Associació Internacional dels Treballadors (49 anys).
- 1891 - Salt Lake City, (Utah): Emma Abbott, cantant de òpera (soprano) estatunidenca (n. 1850).[47]
- 1903 - Madrid, Espanya: Práxedes Mateo Sagasta Escolar va ser un polític espanyol, membre del Partit Liberal, President del Govern d'Espanya.
- 1922 - Geòrgia del Sud: Ernest Shackleton, explorador britànic de l'Antàrtida (48 anys).
- 1923 - Norwich: Edward Bunnet, compositor i organista anglès.
- 1933 – Northampton, Massachusetts, EUA: Calvin Coolidge, president Estatunidenc (n. 1872).
- 1936 - Santiago de Compostel·la, Galícia: Ramón María del Valle-Inclán, escriptor gallec.
- 1941 - Estuari del Tàmesi: Amy Johnson, pilot anglesa, pionera de l'aviació i primera dona a volar sola (n. 1903).[48]
- 1942 - Ciutat de Mèxic: Tina Modotti, fotògrafa i revolucionària italiana (n. 1896).[49]
- 1951 - Seo Jae-pil, polític de Corea del Sud
- 1956 - Bougival, Illa de França: Mistinguett, cantant, actriu i vedet francesa (n. 1875).[50]
- 1970 - Göttingen, Alemanya: Max Born fou un matemàtic i físic alemany (n. Breslau, 1882).
- 1981 -
  - Elche de la Sierra, Albacete, Espanya: Lanza del Vasto, filòsof, poeta, artista i activista de la no-violència italià (79 anys).
  - La Jolla, Califòrnia (EUA): Harold Clayton Urey, químic nord-americà, Premi Nobel de Química de 1934 (n. 1893).
- 1990 - Branford (Connecticut), Estats Units: Arthur Kennedy, actor estatunidenc.
- 2001 - Cambridge, Anglaterra: Elizabeth Anscombe, important filòsofa analítica, deixebla i curadora de l'obra de Wittgenstein.[51]
- 2003 - Maidstone, Anglaterra: Daphne Oram, compositora, intèrpret de música electrònica, pionera de la música concreta (n. 1925).[52]
- 2009 - Roma, Itàlia: Edmund Purdom: actor de cinema estatunidenc (84 anys).
- 2012 - Sant Diego, Califòrnia: Frederica Sagor Maas, guionista de cinema nord-americana (n. 1900).[53]
- 2016 - Baden-Baden, Baden-Würtemberg, Alemanya: Pierre Boulez, compositor i director d'orquestra francès.(n. 1925).[54]
- 2023 - Toronto: Michael Snow, artista canadenc, considerat el pioner del videoart (n. 1928).

## Festes i commemoracions
- Vigília del dia dels Reis d'Orient: en aquest dia es fa en molts llocs la cavalcada d'arribada dels Reis, que porten regals a la mainada.
- Nit de Naps a Arenys de Munt i Arenys de Mar (el Maresme).
- Onomàstica: sants Simeó Estilita el Vell, Emiliana de Roma, màrtir; Amèlia de Girona, màrtir; Telèsfor I, papa; Eduard el Confessor, rei; Gerlac de Valkenberg, eremita; Johann Nepomuk Neumann bisbe; Carles de Sant Andreu, prevere; sant Flamidià del Conflent, sant llegendari, màrtir; beat Roger de Todi.